# Lev Levàiev
Lev Avnérovitx Levàiev (en rus: Лев Авнерович Леваев) és un milionari uzbek-israelià i el director de l'empresa Africa Israel Investments Limited, una de les companyies comercials més importants d'Israel. Les indústries en les quals té participacions són els diamants, els béns immobles, i la producció de substàncies químiques. El Sr. Levàiev dona suport a les comunitats jueves dels països de l'antiga Unió Soviètica a través de la Fundació Ohr Avner, i la Federació de Comunitats Jueves (FJC) de la Comunitat d'Estats Independents (CEI).

## Negocis
El Sr. Levàiev, a través de la seva empresa Afi Group i del canal de televisió rus-israelià Israel Plus, posseeix grans inversions en les indústries de diamants (sent un important rival de De Beers), béns immobles, centres comercials, moda (incloent la companyia de vestits de bany Gottex), energia, i mitjans de comunicació. Levàiev és el propietari de diverses mines de diamants a Rússia i Àfrica.

## Personatge
Nascut a Taixkent, en l'RSS de l'Uzbekistan en 1956, els seus pares van ser el matrimoni format pel rabí Avner i Jana Levàiev, els quals van ser membres de la comunitat jueva de Bukharà. En 1971, quan Lev tenia només quinze anys, la seva família va fer Aliyyà, i es van traslladar a Israel. Levaiev va treballar en una fàbrica de poliment de diamants, i després de realitzar el seu servei militar va obrir un negoci propi. Quan el Bloc de l'Est va caure a començaments dels anys noranta del segle xx, Levaiev va començar a augmentar els seus negocis a Europa Oriental i la antiga URSS. El Rebe de Habad Lubavitx, el rabí Menachem Mendel Schneerson el va beneir amb entusiasme per les seves activitats a favor dels jueus en el Món, especialment entre els jueus parlants de rus.

### Lluita Contra el Monopoli
Segons la revista Forbes, durant el seu ascens, el Sr. Levàiev va haver d'acordar negocis amb el seu rival De Beers que freqüentment el van posar en desavantatge.Per a molts comerciants de diamants, la influència de De Beers els impedia créixer. Levàiev va lluitar dur per definir el seu lloc en el món de la mineria de pedres precioses, i va fer acords al marge de De Beers, amb diversos governants de països a on hi havia una indústria minera, com l'ex-President d'Angola, José Eduardo dos Santos. Una acció que va ajudar-lo a ser independent del seu rival De Beers, i que va ser un procés d'integració vertical.

## Situació Contemporaria i Polítiques
Lev Levàiev és el President de l'Oficina de Directors de l'empresa Africa Israel Investments Limited, una companyia d'inversions que té la seu central en l'Estat d'Israel, i construeix cases per als colons israelians en l'Àrea de Judea i Samaria, en la Cisjordània ocupada. Levàiev dona suport als partits polítics jueus ultraortodoxos d'extrema dreta. En 2005 Levàiev, al capdavant de l'empresa Afi Group, va acabar un projecte de 5.800 unitats residencials a Modi'in Illit, un barri ultraortodox de Modiin-Maccabim-Reut que es troba en els territoris palestins ocupats.
Encara que Levàiev va ser un oponent del govern comunista durant l'existència de la URSS, ell va tenir unes bones relacions amb Mijaíl Gorbatxov, i alhora és un partidari del govern rus de Vladímir Putin, i del ex-president angolès Santos, qui va ser un aliat del bloc soviètic durant la Guerra Freda. Levàiev va comprar mines a Namíbia durant el govern del president Sam Nujoma.

## Futbol
Levàiev va ser un candidat per la compra del club esportiu Hapoel Tel Aviv FC en 2005, però va decidir donar suport al club des de fora com un patrocinador. L'aventura va ser una resposta a la compra del Beitar Jerusalem FC per part del magnat Arkady Gaydamak, un conegut amb qui Levàiev té unes relacions agridolces. Irònicament, l'empresa Afi Group va ser un patrocinador del Beitar, i després de la compra d'aquell club per Gaydamak, Levàiev no va aturar aquest patrocini.